# Faïence de Charente

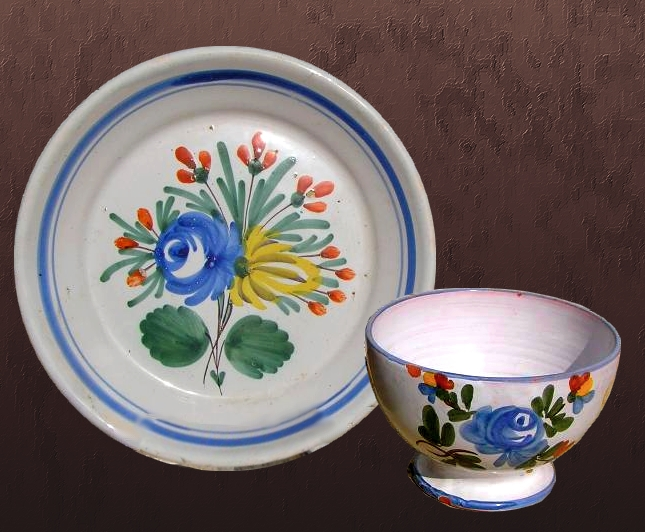
Décor charentais traditionnel, assiette XIXe siècle et bol actuel

La faïence de Charente apparaît au milieu du XVIIIe siècle et plusieurs faïenceries ont existé jusqu'à nos jours. La plus connue, les « faïences d'art d'Angoulême » fut fondée par Alfred Renoleau.

## Premiers ateliers

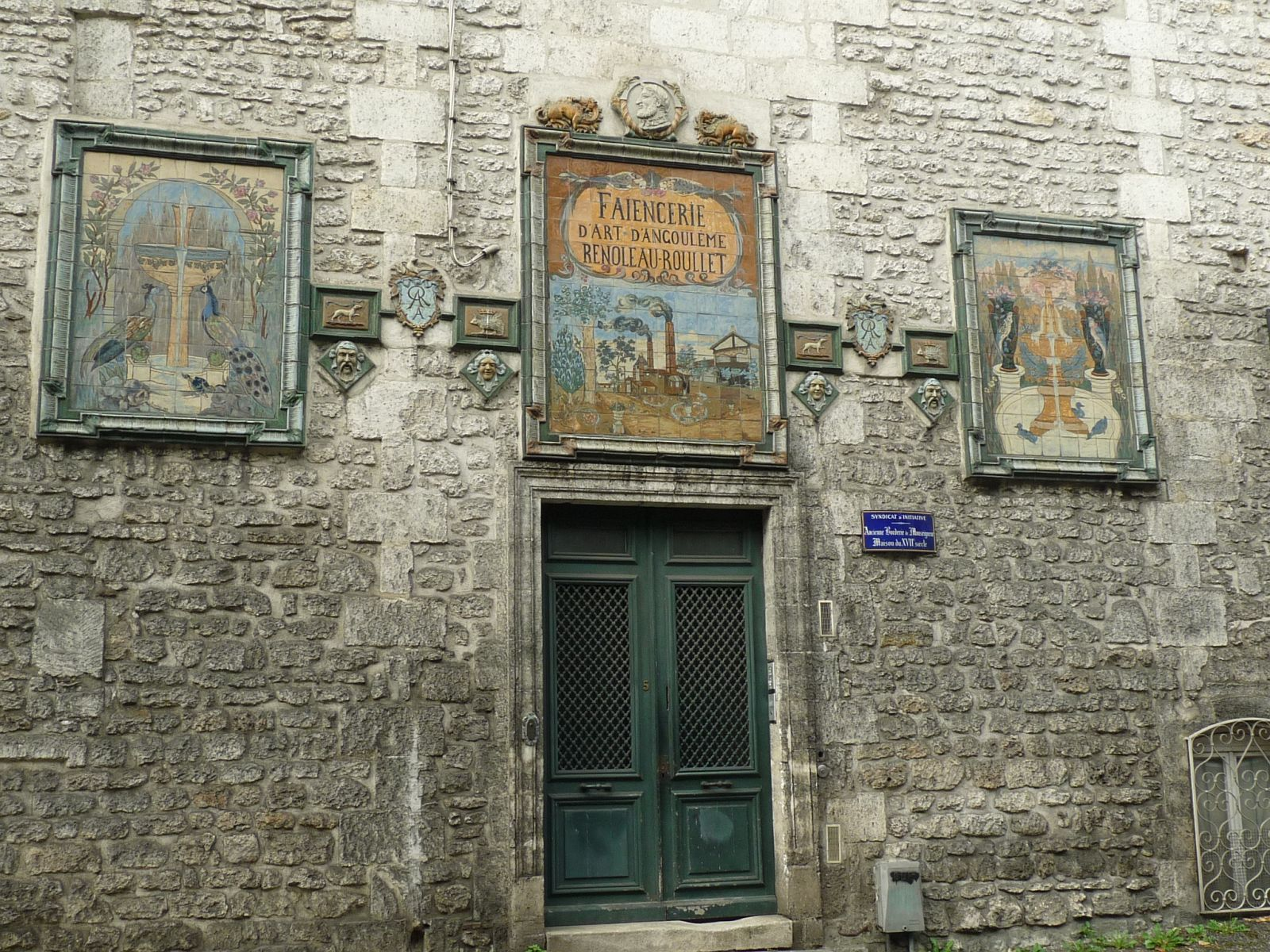
Ancienne faïencerie Roullet-Renoleau, Angoulême

En 1748 le sieur Massié avait déjà un atelier à Angoulême. Bernard Sazerac, fils de Louis Sazerac, faïencier à Saintes aux Roches depuis 1731, fonde en 1748 la manufacture d'Angoulême à l'Houmeau. En 1774 la faïencerie des Sazerac à Angoulême prend le nom de Veuve Sazerac et fils. La manufacture Sazerac produit beaucoup de faïence blanche, ce blanc d'Angoulême donné par la terre grise et l'émail blanc et opaque à base d'étain. Les pièces de vaisselle décorée, par des couleurs de grand feu, sont les "faïences à  fleurs", caractérisées par un jaune éclatant et un violet clair ou foncé (peu de bleu et de vert, pas de rouge avant 1840). Les pièces signées sont des animaux, surtout des lions, des fontaines et des écritoires. Certaines pièces sont d'un bleu spécifique, le bleu d'Angoulême.
À Cognac, la faïencerie Augier fabrique des pièces très communes puis des faïences patriotiques et produit jusqu'en 1830. Daniel Jucaud, faïencier à Cognac, crée en 1785 une fabrique à Angoulême, faubourg Saint Cybard, en association avec Fleurat dit Pinguet. Ils fabriquent de la vaisselle commune caractérisée par des décors en camaïeu jonquille. Ils produisirent aussi à Cognac des gourdes polychromes en forme de tonneaux. À Angoulême, la fin du XVIIIe siècle voit deux autres ateliers, Callaud-Belisle, créé en 1782, qui produit des pièces polychromes sur fond blanc durant environ dix ans, et Rabion aux eaux-claires.
À Saint-Brice, le sieur de Jarnac de Garde-Epée fonde une faïencerie à l'abbaye de Châtre qui fonctionne de 1792 à 1815 (ou 1822 suivant les sources), l'atelier Garive et Mouchard qui fabrique de la vaisselle courante et quelques très belles pièces de faïence polychrome aux pieds et anses travaillés, torsadés ou formés de reliefs de feuilles et de fruits.

## LeXIXesiècle

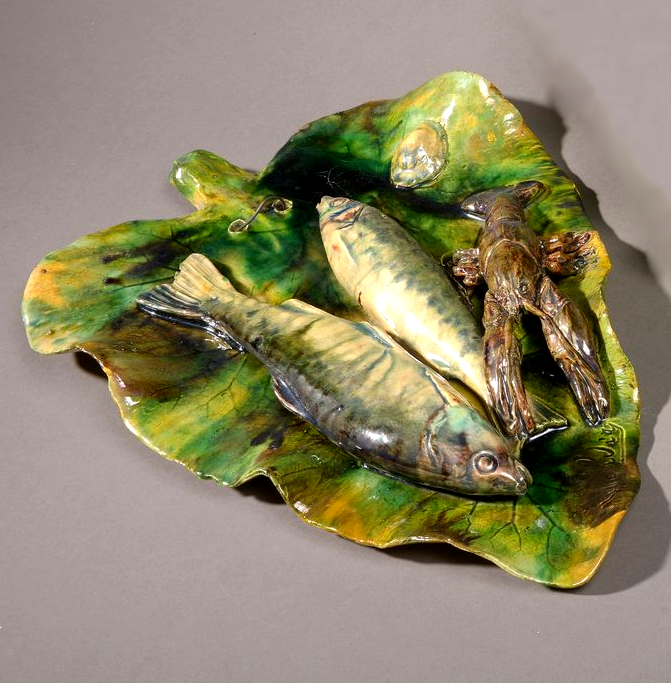
Plat en forme de feuille, Alfred Renoleau

La faïencerie des Sazerac continue ses fabrications jusqu'en 1895, reprise successivement par Durandeau, Thomas et Lassuze. En 1830 sont recensés les importants ateliers Vaumort à l'Houmeau, Nicollet à L'Isle-d'Espagnac et nombre d'artisans. Marphil succède à Vaumort et Nicollet. Tous ces ateliers ont une production de vaisselle courante en faïence polychrome sans caractéristique particulière.
Le sous-préfet de Barbezieux, en 1825, comptabilise 25 à 30 fabriques de poteries et de faïence caillou. Dans le nord Charente, Moutardon, Confolens ont des ateliers, tout comme les villages proches des tuileries de La Rochefoucauld.

### Alfred Renoleau et lesfaïences d'art d'Angoulême
Alfred Renoleau est un céramiste né en 1854 et mort en 1930. Il est connu pour sa spectaculaire production de faïences naturalistes inspirées des créations de Bernard Palissy.